# خانه ماپار
منزل ماپار مربوط به دوره پهلوی اول است و در اهواز، خیابان نادری، خیابان خوانساری، پ ۵۵۱ واقع شده و این اثر در تاریخ ۵ آذر ۱۳۸۰ با شمارهٔ ثبت ۴۲۲۶ به‌عنوان یکی از آثار ملی ایران به ثبت رسیده‌است. این خانه تاریخی در ۲ طبقه بوده و شامل زیرزمین و یک طبقه هم‌کف و اتاقی در بالا است.

## فعالیت‌های خانه ماپار
مجموعه تاریخی، فرهنگی و گردشگری پس از واگذاری به بخش خصوصی در بهمن ماه ۱۳۹۵ توسط صندوق احیا تبدیل به محلی برای برگزاری برنامه‌های فرهنگی ازجمله، رویدادهای گردشگری، کارگاه‌های علمی، رونمایی کتاب و … بوده‌است.

## بخش‌های مختلف
مجموعه گردشگری تاریخی ماپار دارای نگارخانه برای نمایش و فروش آثار هنری است. همچنین یک عکاسخانه در این مجموعه وجود دارد تا بازدیدکنندگان با لباس‌های محلی خوزستان و سایر اقوام ایرانی عکس گرفته و به یادگار داشته باشند.
شربت‌خانه ماپار نیز با هدف پذیرایی از مهمانان و عرضهٔ نوشیدنی‌های محلی ازجمله «مای لقاح» (نوعی از عرقیجات به عمل آمده از لقاحِ درخت نخل) و از نوشیدنی‌های بومی و محلی خوزستان راه اندازی شده‌است.
کارگاه صنایع دستی، مرکز گردشگری کودک (بامک)، مرکز راهنمایان گردشگری نیز از دیگر واحدهای فعال در این مجموعه تاریخی گردشگری هستند.
اجرای موسیقی سنتی در ساعاتی از روز نیز یکی دیگر از برنامه‌های مجموعه خانه تاریخی ماپار اهواز است.

## نخل ماپار
یکی از ویژگی‌های این مجموعه فرهنگی، نخل خمیدهٔ این خانه است که تبدیل به جاذبه‌ای برای گردشگران شده‌است. این نخل، سوژهٔ یک فیلم مستند کوتاه با موضوع محیط زیست به نام «قهر نخل» نیز شد.